# Бициклизам на Летњим олимпијским играма 1896 — писта 10 километара за мушкарце
Трка на 10 километара на писти (велодрому) је једна од дисцилна у бициклизму. Стаза велодрома Neo Phaliron била је дуга 333,3 метра, тако да је требало возити 30 кругова. Трка је одржана 11. априла. Учествовало је 6 такмичара из 4 земље.

## Земље учеснице
- Аустрија (1)
- Француска (2)
- Немачко царство (1)
- Грчка {2}

## Освајачи медаља
|                     |                       |                     |
| Пол Масон Француска | Леон Фламан Француска | Адолф Шмал Аустрија |

## Коначан пласман
| Место | Бициклиста                        | Држава             |
| ----- | --------------------------------- | ------------------ |
|       | Пол Масон · Француска             | 17:54,2            |
|       | Леон Фламан · Француска           | 17:54,2            |
|       | Адолф Шмал Аустрија               | непознато          |
| 4.    | Јозеф Роземајер · Немачко царство | непознато          |
| 5.    | Аристидис Константинидис Грчка    | непознато          |
| -     | Јоргос Колетис Грчка              | одустао после 7 км |

Два Француза су имали предност после 2 километра и трку завршили на прва два места, а Адолф Шмал из Аустрије је стигао трећи. Немац Роземајер је завршио ову трку на четвртом месту. Двојица Грка су заузела последња два места. Колетис се вратио у трку после повреде руке и пада али је на седмом километру морао одустати.